# Heinrich Hoeftman
Heinrich Hoeftman, né le 2 avril 1851 à Memel et mort le 17 septembre 1917 à Königsberg, est un médecin prussien, considéré comme un pionnier de l'orthopédie allemande moderne.

## Biographie
Heinrich Hoeftman naît le 2 avril 1851 à Memel.
Il étudie la médecine pendant un semestre à Université de Leipzig, puis sert comme volontaire pendant la Guerre Franco-Prussienne. En 1871, il reprend ses études à l'Université de Königsberg et obtient son doctorat en 1876 avec la thèse "Ueber Ganglien und chronisch fungöse Sehnenscheiden-Entzündung". Après ses études, il travaille plusieurs mois sous la direction du chirurgien Theodor Billroth à Vienne, puis retourne à Königsberg comme assistant de Karl Schönborn à l'hôpital universitaire.
En 1880, il ouvre son propre cabinet médical à Königsberg et, deux ans plus tard, il prend la direction d'une clinique privée comprenant un atelier orthopédique, une institution de gymnastique et un hôpital orthopédique moderne avec 120 lits. En tant que médecin, il se spécialise dans les prothèses de membres inférieurs.
En 1901, il est membre fondateur de la Deutschen Orthopädischen Gesellschaft (Société orthopédique allemande) et, en 1910, devient professeur d'orthopédie à l'Université de Königsberg. Pendant la première Guerre Mondiale, il siège au conseil consultatif orthopédique du 1er Corps d'Armée,.